# Verband (Medizin)

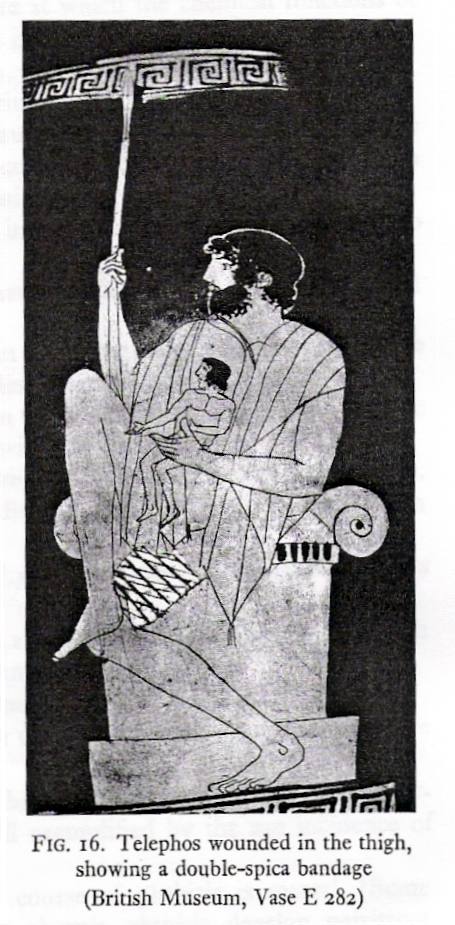
Darstellung eines Verbandes auf einer antiken griechischen Vase

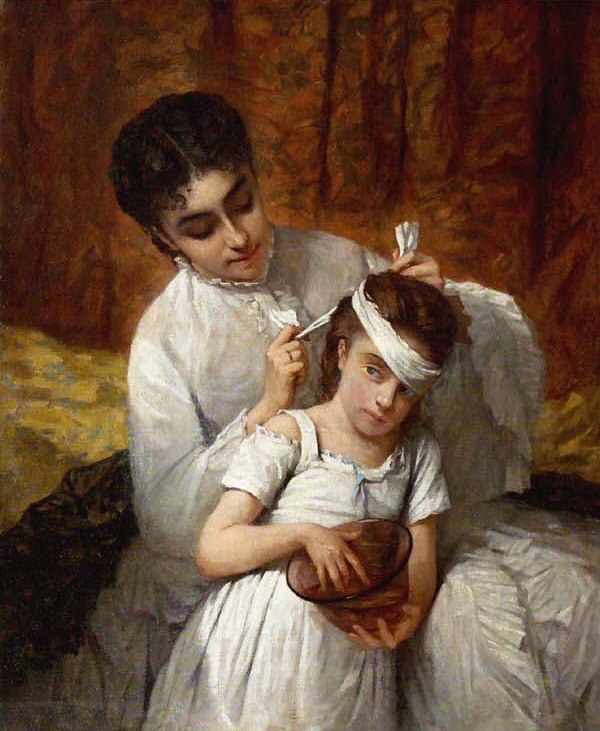
Erstverband für eine kleine Kopfwunde (Gemälde 19. Jahrhundert)

Der Begriff Verband steht für eine Vielzahl sehr unterschiedlicher, äußerlich anwendbarer Behandlungstechniken. Im wörtlichen Sinne versteht man darunter das Befestigen von Wundauflagen am Körper. Inzwischen hat sich der Bedeutungsumfang erheblich erweitert. Die Verbandlehre (Desmurgie) ist Teilgebiet der Chirurgie.

## Geschichte
Wann erste Verbände angelegt wurden, wird sich wahrscheinlich nicht ermitteln lassen. Wie man bei Naturvölkern auch heute noch sieht, kann vermutet werden, dass schon in Urzeiten Wunden mit natürlichen Materialien abgedeckt oder ruhiggestellt wurden, um die Heilung zu unterstützen.
Lange Zeit bestanden Wundverbände vor allem aus Textilien. Bereits in der Antike bestand zum Teil ein hohes Niveau in der Verbandtechnik, auch im Hinblick auf hygienische Vorgehensweise. Über die Verbandtechniken ist allerdings im Detail wenig bekannt.
Aufgrund fehlenden Wissens vor allem in der Mikrobiologie wurden in der Medizin aber auch zum Teil heute als abenteuerlich empfundene Grundsätze für Verbände entwickelt. So war man z. B. in Europa noch Mitte des 19. Jahrhunderts der Meinung, ein verschmutzter Verband von einer Wunde, die erfolgreich abgeheilt war, sei bei anderen Patienten heilungsfördernd.  
Mit den zunehmenden Erkenntnissen der Hygiene waren dann (wieder) lange Zeit Baumwolle und Leinen die vorherrschenden Verbandmaterialien, da sie sich sterilisieren ließen. Es dominierte die sogenannte trockene Wundbehandlung. Seit Beginn des 20. Jahrhunderts traten verstärkt neue Materialien für Verbände hinzu. Hervorzuheben ist hier die Entwicklung dauerelastischer Gewebe und hautverträglicher Klebstoffe.
Erst Mitte des 20. Jahrhunderts, als mit vertieften Kenntnissen der Heilungsprozesse aber auch durch Entwicklung neuer Materialien – vor allem von Alginaten und atmungsaktiven Folien – eine angemessene feuchte Wundbehandlung möglich wurde, trat eine grundsätzliche Neuorientierung ein.

## Funktion
Verbände haben ein weites Anwendungsspektrum und müssen darum zum Teil widersprüchliche Leistungen erbringen. Dabei gilt natürlich in besonderer Weise, dass Verbände keine Schäden verursachen sollten.
Ein wesentliches Problem fast aller Wundverbände ist eine drohende Verklebung oder Verwachsung der Wunde mit Verbandmaterial und die dann immer wiederkehrende Störung des Heilungsprozesses durch Verbandwechsel. Dieses Problem muss vor allem durch den Einsatz geeigneter Materialien gelöst werden.
Außerdem schränken Verbände häufig Körperfunktionen ein, etwa wenn Schienen Gelenke immobilisieren. Dies führt nicht nur zur Einschränkung der Lebensqualität für die Dauer der Behandlung; es kann auch zu Folgeschäden führen, die unter Umständen dauerhaft sind.
Anforderungen an Verbände können sein:
- Schutz vor Umwelteinflüssen wie dem Eindringen von Krankheitserregern, Fremdkörpern, Austrocknung, Aufweichung, Überhitzung, Auskühlen, UV-Strahlung
- Schutz vor mechanischer Belastung (Ruhigstellung),  dies können Belastungen durch Bewegung sein, die zum Aufklaffen einer Wunde oder zum Zerreißen neugebildeten Gewebes führen könnten, aber auch Druckbelastungen sein. Typisches Beispiel ist der Gipsverband
- Applikation von Arzneimitteln, in einfacher Form zur Fixierung von z. B. Salben oder wirkstoffgetränkten Polstern bis hin zu transdermalen therapeutischen Systemen
- Kompression
  - einer Wunde um Schwellungen und Narbenbildung zu vermindern,
  - von Gliedmaßen zur Thromboseprophylaxe oder zur Unterstützung der Lymphdrainage
  - zur Verminderung der Durchblutung bis hin zum Abbinden
- Blutstillung durch Verlangsamung des Blutflusses (meist in Verbindung mit komprimierender Wirkung) und beschleunigter fremdkörperinduzierter Blutgerinnung,
- Sekretaufnahme, die sowohl dem Aufweichen des Gewebes vorbeugen, als auch den Abtransport heilungshemmender Stoffe, wie denaturiertem Eiweiß aus Brandwunden oder Eiter, sicherstellen soll.
- Schmerzlinderung
- Placeboeffekt

## Material
Das Material muss der Funktion folgen und ist darum genau so vielfältig wie die Anwendungsgebiete. Verbandmaterial soll dabei prinzipiell möglichst wenig zusätzliche Belastungen verursachen, also etwa keine Hautreizungen oder Druckstellen verursachen und keine Rückstände in Wunden zurücklassen, welche die Wundheilung hemmen, also z. B. nicht fusseln.

### Ruhigstellende Verbände
Für ruhigstellende Verbände werden feste Materialien verwendet, wie etwa Schienen aus Metall, z. B. in Form von Drahtleiterschienen, Kunststoffen oder früher auch aus Holz. Der klassische ruhigstellende Verband ist bis heute der Gipsverband, der jedoch in jüngerer Zeit immer mehr durch Verbände aus verschiedenen wasserpolymerisierenden, faserverstärkten Kunststoffen (z. B. Cast) abgelöst wird, die pflegeleichter und leichter sind.
Wo keine vollständige Ruhigstellung notwendig ist, können auch fest angelegte textile Materialien entlastend wirken, etwa als elastische Binden, Zinkleimverband oder Tapeverband.
Polstermaterialien sind auch heute noch vielfach Kompressen oder Verbandwatte, aber auch hier zunehmend Kunststoffe, etwa in Form von Schaumstoff oder auch Gelkissen.

### Kompressionsverbände
Für Kompressionsverbände kommen in der Regel elastische Bandagen, Strümpfe oder Adaptive Kompressionsbandagen zum Einsatz. Je nach Therapieziel werden dafür sehr unterschiedliche Formate und Materialeigenschaften vorgehalten, z. B. werden dehnungsfähigere Materialien (Langzugbinde) für Tiefenwirkung und statischen Druck, etwa bei mobilen Patienten, und weniger elastische Materialien (Kurzzugbinde) für oberflächlichere Wirkung bei bettlägerigen Patienten verwendet. Langzugbinden müssen jedoch bei Nacht und bei mehr als zehnminütigen Liegepausen abgenommen werden.

### Wundverbände

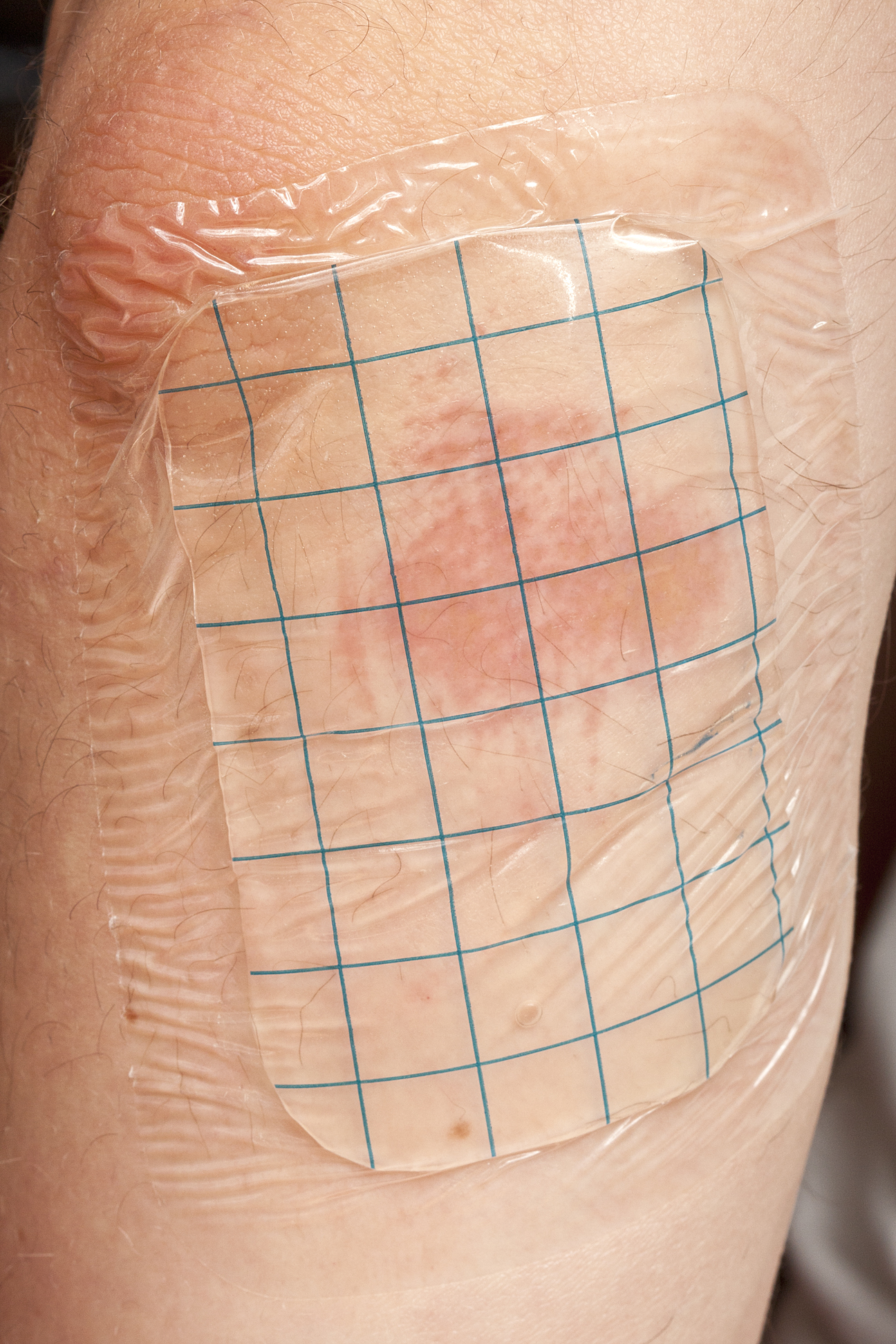
Moderner Verband zur feuchten Wundversorgung

Bei klassischen Wundverbänden werden vor allem Textilien verwendet. Sie bestehen aus mehreren Schichten, die evtl. verschiedene Aufgaben erfüllen sollen. Die Wundauflage bestand in der Vergangenheit überwiegend aus Baumwollkompressen. Für Brandwunden wurden oft auch Seidengewebe eingesetzt.
Bei sekundärer Wundheilung kommen vermehrt feuchte Verbände zum Einsatz, insbesondere bei chronischen Wunden wie dem Ulcus cruris. Für die feuchte Wundbehandlung werden dafür zunehmend Alginate, Hydrokolloide, oder spezielle Schaumstoffe verwendet. Damit wird auch das Problem einer Verklebung von Verband und Wundfläche gelöst. Solange solche Versorgungssysteme nicht zur Verfügung standen, oder wo diese nicht angezeigt sind, wird etwa durch metallbedampfte Gewebe oder das Auflegen gefetteter Gaze auf die Wundfläche versucht, Anhaftungen zu vermeiden.
Die Fixierung der Wundauflage erfolgte früher fast ausschließlich mit (wohl erstmals Ende des 15. Jahrhunderts von dem Wundarzt Alexander Hartmann aus „franckfurtt“ so genannten) Rollbinden (Mullbinden oder Leinenbinden). In neuerer Zeit kommen dafür vermehrt elastische Binden (oft auch adhäsiv beschichtet) oder Textilschläuche (Schlauchmull, „Stülpa“) zum Einsatz. Durch die Entwicklung atmungsaktiver Folien werden Wundauflagen auch schon direkt mit Klebefolien fixiert, was die Beobachtung des Wundgebietes erleichtert, allerdings Überempfindlichkeitsreaktionen auf Klebstoffe hervorrufen kann.
In der Versorgung kleinerer Wunden kommen auch Wundschnellverband und Sprühpflaster zur Anwendung.
In der Ersten Hilfe werden auch Verbandtücher sowie Dreiecktücher und vorbereitete Kombinationen von Materialien als Verbandpäckchen verwendet.

### Hilfsmittel
Hilfsmittel zum Aufbau eines Verbandes können auch gefettete Gaze, Alginate, Zellstoff oder Papier und natürlich verschiedenste Arzneistoffe sein, die unter oder in die Wundauflage verbracht werden. Dazu kommen noch Verbandklammern, Sicherheitsnadeln oder Klebestreifen auch Fixierpflaster, um Bindenenden oder Verbandränder zu sichern.

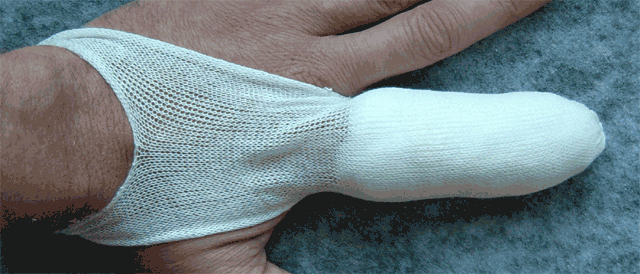
Schlauchverband an einem Finger zur Befestigung von Verbandmaterial

Neben der bereits erwähnten Funktion zur Befestigung von Verbandmaterial werden die röhrenförmig mit unterschiedlichen Durchmessern hergestellten „Trikotschläuche“ auch als Hilfsmittel z. B. als „Unterzug“ für Gipsverbände oder zur Hautbedeckung am Amputationsstumpf eingesetzt.

## Sonderformen
- Okklusivverband, schon mehr eine Arzneimittelapplikationsart
- Wickel mit Übergängen zur physikalischen Therapie
- Transportschienen
- Orthopädische Bandagen mit Übergängen zur Orthese
- Abbindung von Körperteilen zum Erzeugen von Blutleere oder Stoppen starker Blutungen.

## Techniken des Verbindens
Traditionell wurden Verbände durch Umwickeln angelegt. Die Grundform dafür ist der Spiralgang, bei dem Bindengänge gleichmäßig teilweise überlappend gewickelt werden. Ein einmaliger Bindenumlauf wird dabei als Zirkeltour bezeichnet. Die sogenannte Achtertour ist eine Abwandlung, die eine höhere Stabilität verleiht. Mit dem gleichen Ziel wurden Kornährenverband und Umschlagverband entwickelt. Für schwierige anatomische Gegebenheiten, wie etwa an Gelenken oder Verbände im Schulter- oder Hüftbereich wurden kunstvolle Wickelschemata entwickelt, die ein hohes Maß an Sachkenntnis und Übung erforderten, wie der „desaultsche“ Achsel-Schulter-Ellbogenverband oder der „Kopf-Halfterverband“.
Mit dem Aufkommen von Schlauchmull, Elastikverbänden und selbstklebenden oder Adhäsiv-Verbandmaterialien in den 1980er Jahren verloren die Wickeltechniken an Bedeutung. Nur für Kompressionsverbände werden sie noch angewendet.
Heute gibt es eine Vielzahl industriell vorgefertigter Systeme, die jeweils richtig ausgewählt, angepasst und dann spezifisch überwacht werden müssen. Leitbegriff ist dabei das „physiologische Wundmilieu“.
Bei der Versorgung tiefer Defekte müssen zum Teil Hohlräume gefüllt werden, etwa in Form von Tamponaden (oder Abflusssonden gelegt werden). Hier wurde in der Vergangenheit meist Baumwollgewebe verwendet und auch hier werden zunehmend Schaumstoffe oder Kunstfaserpolster verwendet.
Auch beim Anlegen ruhigstellender Verbände ist oft eine spezielle Vorbereitung des Untergrundes notwendig. Dabei müssen Kanten und Knochenerhebungen abgepolstert werden und dem Verband an mechanisch belasteten Stellen Verstärkungen eingebaut werden.

## Wundverbandwechsel
Verbandwechsel sind jeweils Gelegenheiten, therapeutisch auf die Wunde einzuwirken, etwa durch das Aufbringen von Medikamenten oder Spülung der Wunde. Außerdem kann durch Beobachtung von Wunde und Wundauflage die Heilung beurteilt und dokumentiert werden. Allerdings besteht während eines Verbandwechsels auch das Risiko der Auskühlung der Wunde, die Gefahr einer Störung eingesetzter Heilungsprozesse, die Möglichkeit für Keime und Erreger, an die Wunde zu gelangen oder gar einer Infektion. Darum sind die Regeln aseptischer Arbeitsweise streng zu beachten. In der modernen Wundversorgung hat sich die sogenannte „Non-Touch-Technik“, d. h. die ausschließliche Berührung des Wundgebietes mit sterilen Materialien oder sterilisierten Instrumenten (nicht mit der Hand) etabliert.